# 史来贺
史来贺（1930年—2003年4月23日），河南新鄉七里營鎮劉莊村人，劉莊村中共黨支部書記，中共十三大至十六大代表，第五至第八屆全國人大常委，全國勞動模範。